# Sintoria mojavae
Sintoria mojavae là một loài ruồi trong họ Asilidae. Sintoria mojavae được Wilcox miêu tả năm 1972. Loài này phân bố ở vùng Tân Bắc giới.